# Zakkum
Zakkum (Заккум; тур. Олеандр) — турецький рок-гурт з Анкари, створений в 1999 році. Назва гурту перекладається як «олеандр», що згадується протягом усієї творчості гурту, наприклад дебютний альбом гурту був названий «Zehr-i Zakkum», що перекладається як «отрута олеандра».

## Дискографія
- Zehr-i Zakkum (2007)
- 13 (2011)

## Кліпи
- «Zehr-i Zakkum (дует з Теоманом)»
- «Ah Çikolata»
- «Ahtapotlar»
- «Hipokondriyak»
- «Anlıyorsun»
- «Yüzük»